# Indio de León
El indio de León es una raza autóctona española de gallinas originaria de Castilla y León. Se cría en algunas localidades del valle del Curueño, en la provincia de León, y su explotación se centra exclusivamente en la producción de pluma para la industria de la pesca con mosca, cuya fama es reconocida internacionalmente.
Está incluida en el Catálogo Oficial de Razas de Ganado de España del Ministerio de Agricultura, Pesca y Alimentación, y catalogada como especie en peligro de extinción.

## Historia
Se cree que tiene su origen en el primitivo gallo rojo de la jungla, y está relacionado con la gallina andaluza azul, con la que comparte el gen azul. La primera referencia histórica de la raza data del siglo XVII, pues sus plumas aparecen citadas ya en un manuscrito conocido como Manuscrito de Astorga, de Juan de Bergara, que trata sobre el montaje de mosca de pesca y está fechado en 1624. En el texto, describe hasta treinta y tres formas diferentes de montar sus plumas para convertirlas en señuelos. También aparecen citados en otro manuscrito sobre pesca, redactado por el leonés Luis Peña en 1825, en el que eleva a 41 los señuelos posibles. El escritor Miguel Delibes hace referencia a esta raza en su obra Castilla habla, publicada en 1986.
En 1959 se intentó fijar un patrón racial, que no se siguió por los criadores, igual que ocurrió con el señalado en 1982 por la Facultad de Veterinaria de León, por lo que en 1988 los ejemplares no presentaban una uniformidad morfológica en cuanto a formato, color de plumaje y otras características raciales. Por este motivo no estaban considerados como raza, y su reconocimiento oficial como raza autóctona española no llegó hasta el año 2008, cuando se publica el primer Catálogo Oficial de Razas Ganaderas de España en el que aparecen recogidas las razas aviares, que no se incluyen en los catálogos de 1979, 1995 y 1997. Desde su ingreso figura como raza en peligro de extinción.
Por iniciativa de veintiún criadores en 2014 se inauguró en La Vecilla el Museo del Gallo, dedicado a este animal, tanto de esta raza como del pardo de León, con un coste de 225 000 €. También en el municipio se desarrolla el segundo fin de semana de marzo la Feria de Muestras de Gallos de Pluma y Mosca Artificial, que en 2023 registra su 25º edición.
La Junta de Castilla y León mantiene una línea de subvenciones para el fomento de las razas autóctonas de la comunidad, en las que se incluye el indio de León.

## Morfología
Se trata de animales de carácter agresivo, con un comportamiento muy territorial y suelen pelearse sobre todo cuando son jóvenes. De porte armónico y vigoroso, tienen cabeza fuerte, alta y derecha, con cresta sencilla que se apoya en el pico y con una altura total de unos 50 cm. Su cola es desarrollada y arqueada, con arranque en ángulo recto, y las patas están provistas de amplios y robustos muslos, tarsos fuertes con cuatro dedos, y espolón potente El peso está establecido en 1,5 kg para las hembras y 2,2 kg para los machos, aunque puede oscilar entre 2 y 3 kg.
El plumaje es de color gris con reflejos azulados, variable en la capa según el color de la pluma: blanco gris, rojo, marrón y negro, según el patrón racial, que también son denominadas como negrisco (negro grisáceo billante), acerado (gris ceniza), plateado (gris perla), rubión (rojo o gris con zonas del manto rojizas) y palometa (blanco). Los criadores diferencian las variedades de oscuro, acero, medio, avellanado y claro, y también se suelen citar otras como aplomado, sarnoso, crudo o palomilla. Llegó a tener veinte variedades que comprendían del blanco al negro, incluyendo las de acero, dorado y rojizo y de las que ya se han perdido más de una docena. Se debe en parte a que tradicionalmente se ha seleccionado en contra de las tonalidades fuertes del gris-azulado, por lo que presentan un aspecto gris claro y nada azulado. Sin quererlo, se ha ido contra los genes que aumentan la melanosis, que está presente en las razas negras españolas como la castellana negra, la menorquina, la carablanca o la andaluza azul.
Su cría resulta complicada debido al gran grado de consanguinidad que existe entre los ejemplares. Además, la fertilidad del huevo se sitúa alrededor del 50% y la supervivencia de los pollos se queda en un 30%, de los cuales la mitad son gallinas. Por ello, de una incubación de trescientos huevos, los gallos que llegan a la edad adulta se reduce aproximadamente a treinta y cinco. También es una raza muy delicada en cuanto a enfermedades y manejo.
La Asociación de Criadores del Gallo de León sostiene que el gallo combatiente español es un gallo indio de León, que el logareto sanabrés es un cruce entre el indio y el pardo de León, y que también descienden de él otras razas de gallos portuguesas. Además, ha sido relacionado con otras razas aviares como la leghorn, la rhode o la castellana negra, aunque no se ha realizado ningún estudio científico para demostrarlo; pero con toda seguridad ha tenido cruces con otras aves de corral con las que haya compartido el espacio.

## Uso
Su uso principal es la producción de pluma, y con el fin de buscar mayor calidad ha sido seleccionado tradicionalmente. Destacan por su transparencia, finura, poder de secado y brillo y con ellas se confeccionan señuelos, en concreto moscas para la pesca de la trucha. Sus plumas son las más apreciadas por los pescadores de río, pues están consideradas las mejores del mundo y no solo están destinadas al mercado nacional, sino que se utilizan en Argentina, Chile, República Checa, Francia, Japón, Estados Unidos o Noruega, entre otros.
Las plumas se extraen en lo que los criadores denominan la pela, que se hace varias veces al año arrancando las plumas de dos zonas del gallo: las del cuello para la fabricación de la mosca seca y las de la espalda para la mosca ahogada. Las primeras tienen mucha competencia en el mercado y son las segundas las más especiales y las que le han dado la fama que tienen.
Estos gallos tienen una esperanza de vida de diez años, aunque a partir del quinto año sus plumas comienzan a perder calidad para su venta y el segundo año es el mejor en cuanto a producción. Cada ejemplar produce entre veinte y cuarenta docenas de plumas válidas. Las más apreciadas son las de la variedad avellanado. Sobre el color y el brillo característico, existe la creencia tradicional de que se debe a una veta de uranio que recorre el valle, que es falsa.

## Distribución
El primer censo que se realizó de la raza fue en 1960, e incluyendo a la raza pardo de León, muy similar y autóctono de la misma zona, registra cien parejas, y en 2013, incluyendo también a ambas razas, se cifra en dos mil. En 2015 las parejas de esta raza no llegaban a cuarenta, y solo el 10% del gallo que se criaba en el valle correspondía a esta raza. En 2018 ante la amenaza de la gripe aviaria el INIA congeló su semen para garantizar la supervivencia de la especie, que en ese año contaba, junto con el pardo, solo con setecientos ejemplares, y de ellos solo doscientas parejas, cien ejemplares menos que en 2015.
Su distribución geográfica se centra principalmente en la provincia de León, y en concreto en los municipios del valle del río Curueño, como La Vecilla, Valdepielago, La Cándana de Curueño, Campohermoso, Aviados y Ranedo, aunque también se extiende por otras zonas, como la provincia de Zamora. Otras localidades en las que también se extendía la cría tradicional de esta raza son La Mata de Bérbula, La Matica, Otero de Curueño, La Mata de Curueño o Boñar, donde tuvo tanta importancia que estas aves antiguamente eran citadas como los gallos de Boñar. La cría fuera de esas localidades es muy heterogénea, y hay poblaciones descendientes de ellos en el valle del Sella (Asturias), y en Francia son conocidos como coq de pêche.
La Asociación de Criadores del Gallo de León asegura que solo La Cándana de Curueño dedica su crianza para la venta de pluma, y que solo se da con la finura y brillo característicos en esa localidad.